# 1611년
1611년은 토요일로 시작하는 평년이다.

## 연호
- 명(明) 만력(萬曆) 39년
- 일본(日本) 게이초(慶長) 16년
- 후 레 왕조(後黎朝) 호앙딘(弘定) 12년
- 막 왕조(莫朝) 끼엔통(乾統) 19년

## 기년
- 류큐(琉球) 쇼네이왕(尚寧王) 23년
- 명(明) 신종 만력제(神宗 萬曆帝) 39년
- 조선(朝鮮) 광해군(光海君) 3년
- 후 레 왕조(後黎朝) 경종(敬宗) 12년

## 사건
- 6월 23일 - 선상반란으로 허드슨 만을 발견한 헨리 허드슨이 행방불명됨.[1]

## 탄생
- 2월 6일 - 명나라의 제16대 황제 숭정제
- 4월 18일 - 소현세자의 부인 민회빈 강씨
- 5월 19일 - 교황 인노첸시오 11세, 240대 로마 교황.
- 9월 11일 - 튀렌, 프랑스 루이 14세 시대때의 저명한 프랑스 군인.

## 사망
- 8월 2일 - 일본 센고쿠 시대 무장 가토 기요마사
- 조선 무관 이순신 (무의)